# Прагматика
Прагма́тика (от др.-греч. πράγμα, родительный падеж πράγματος — «дело, действие») — термин языкознания, обозначающий:
1. Раздел семиотики, изучающий отношения между знаковыми системами и теми, кто их использует (см. Чарльз Уильям Моррис).
2. Совокупность условий, сопровождающих употребление языкового знака.
3. Раздел языкознания, изучающий условия использования говорящими языковых знаков.

Воздействие прагматики определяется содержанием и оформлением высказывания. В результате перевода часть прагматического значения может быть утрачена.
По Нойберту, существует четыре уровня прагматических взаимоотношений в переводе:
- Высшая переводимость (научно-техническая литература и т. д.)
- Успешная (информационно-аналитический материал для иноязычной аудитории)
- Перевод текста с ограничениями (перевод художественной литературы)
- Почти невозможность воспроизвести прагматический оригинал в переводе (когда оригинал текста специфично направлен на носителей языка).